# Phil Griggs
Philip Ronald Griggs (12 tháng 6 năm 1918 – 30 tháng 6 năm 1980) là một cầu thủ bóng đá người Anh thi đấu một trận ở vị trí tiền đạo cho Southampton trong mùa giải cuối trước Thế chiến thứ hai.

## Sự nghiệp bóng đá
Griggs sinh ra ở Southampton và đá bóng cho thị trấn. Ông là thành viên của đội Southampton Schoolboys vào đến chung kết quốc gia năm 1932 và sau đó thi đấu cho FA Amateur XI.
Ông gia nhập Southampton với tư cách nghiệp dư vào tháng 6 năm 1937 và chuyển sang thi đấu chuyên nghiệp vào tháng 4 năm 1939. Lần ra sân cho đội chính duy nhất của ông là trận cuối cùng của mùa giải 1938–39, khi huấn luyện viên Tom Parker có 5 sự thay đổi so với trận đấu gặp Plymouth Argyle, nhận thất bại 2–0.
Trong Thế chiến thứ hai, Griggs mất một chân vì vậy ngăn anh quay lại với bóng đá.